# Levens
Levens település Franciaországban, Alpes-Maritimes megyében. Lakosainak száma 5366 fő (2022. január 1.). Levens Bendejun, Bonson, Coaraze, Duranus, La Roquette-sur-Var, Saint-Blaise, Tourrette-Levens és Utelle községekkel határos.

## Népesség
A település népességének változása:
| Lakosok száma | 1299 | 1800 | 2686 | 4427 | 4819 | 4741 | 4738 | 4761 | 4963 | 5366 |
|               | 1968 | 1982 | 1990 | 2006 | 2013 | 2015 | 2017 | 2019 | 2020 | 2022 |